# Rèbil
Rèbil (en llatí Rebilus) era un cognomen de família de la gens Canínia.
Alguns personatges de la família van ser:
- Gai Canini Rèbil (cònsol 45 aC), militar, i cònsol sufecte per un dia el 45 aC
- Gai Canini Rèbil (pretor), pretor el 171 aC
- Marc Canini Rèbil, ambaixador romà
- Gai Canini Rèbil (cònsol 12 aC), cònsol sufecte el 12 aC